# Disney Skyliner
Disney Skyliner is een netwerk van kabelbanen in het Amerikaanse pretparkresort Walt Disney World en opende 29 september 2019. Het netwerk bestaat uit drie kabelbanen en vijf stations. Het netwerk verbindt de attractieparken: Disney's Hollywood Studios en Epcot en de hotelresorts: Disney's Riviera Resort, Disney's Caribbean Beach Resort, Disney's Pop Century Resort en Disney's Art of Animation Resort met elkaar. Bij het station van Disney's Caribbean Beach Resort komen alle kabelbanen bij elkaar.
In juli 2017 werd de komst van de kabelbaan naar het resort officieel aangekondigd. In 2018 begonnen de werkzaamheden voor de aanleg van het transportsysteem. Eind 2018 werd aangekondigd dat in het najaar van 2019 de Disney Skyliner geopend zou worden. Begin 2019 startte men met het testen van de gondelsystemen. Uiteindelijk opende het transportsysteem op 29 september 2019 voor bezoekers.

## Afbeeldingen

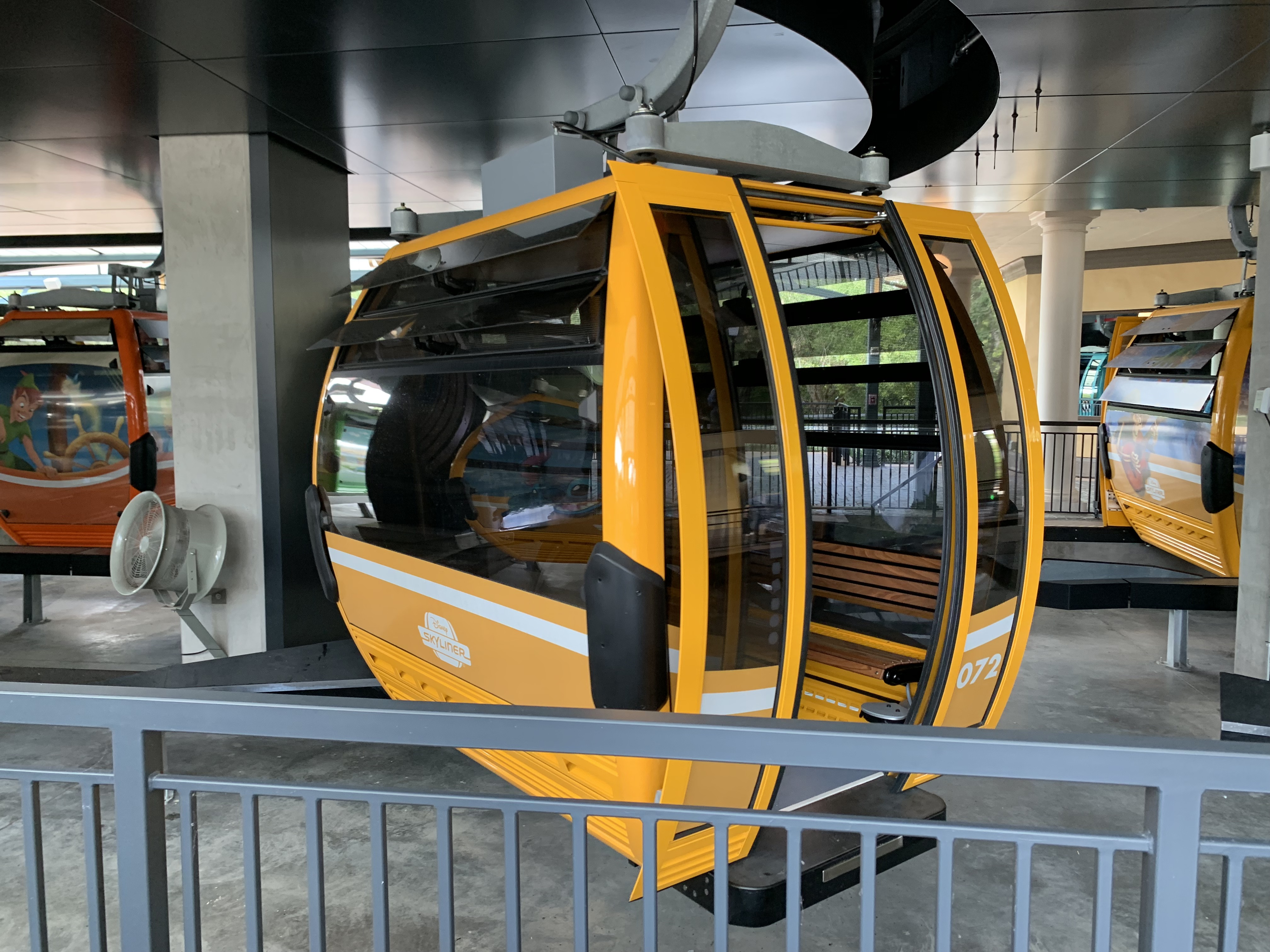
Cabine
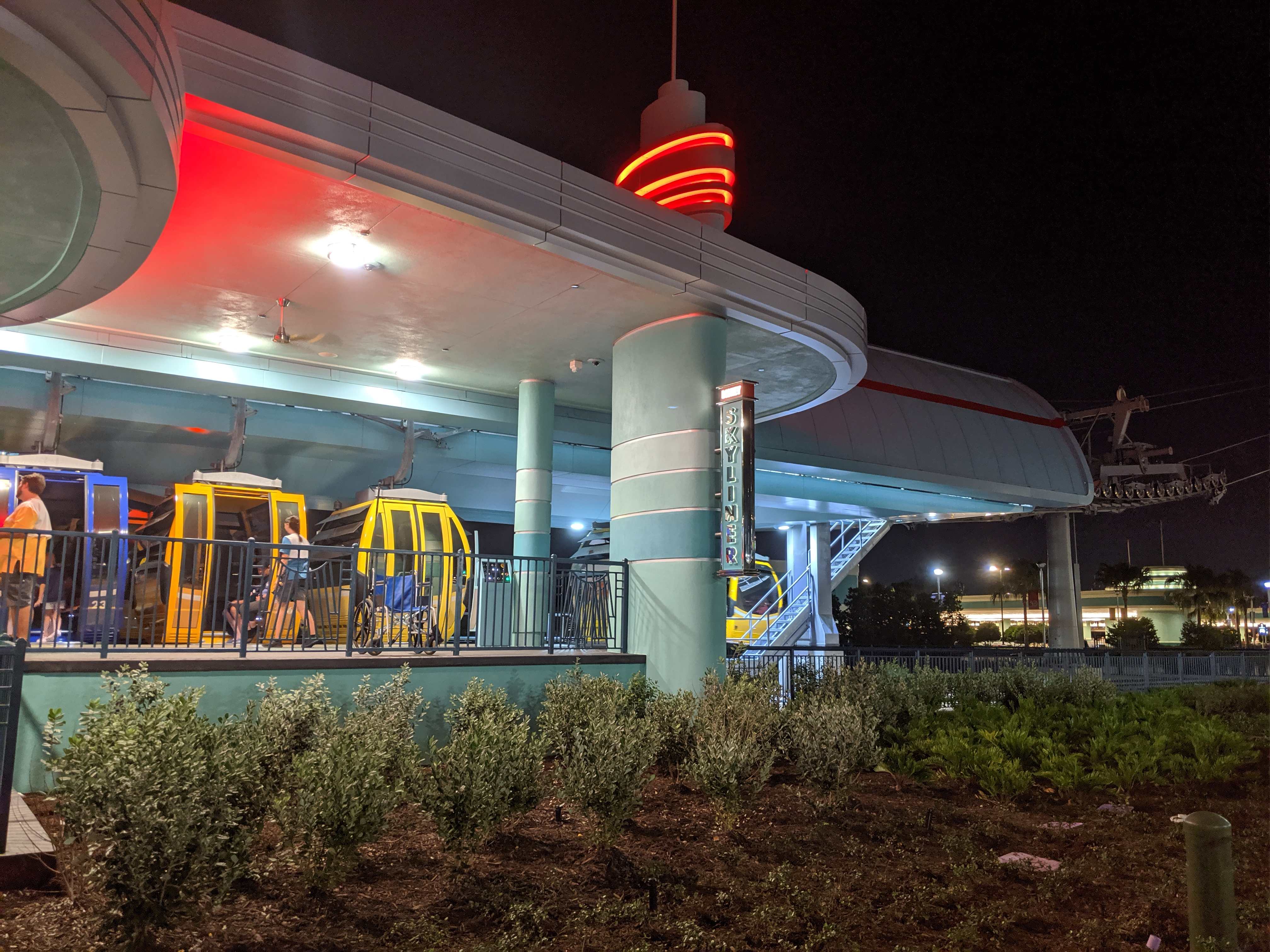
Station Disney's Hollywood Studios
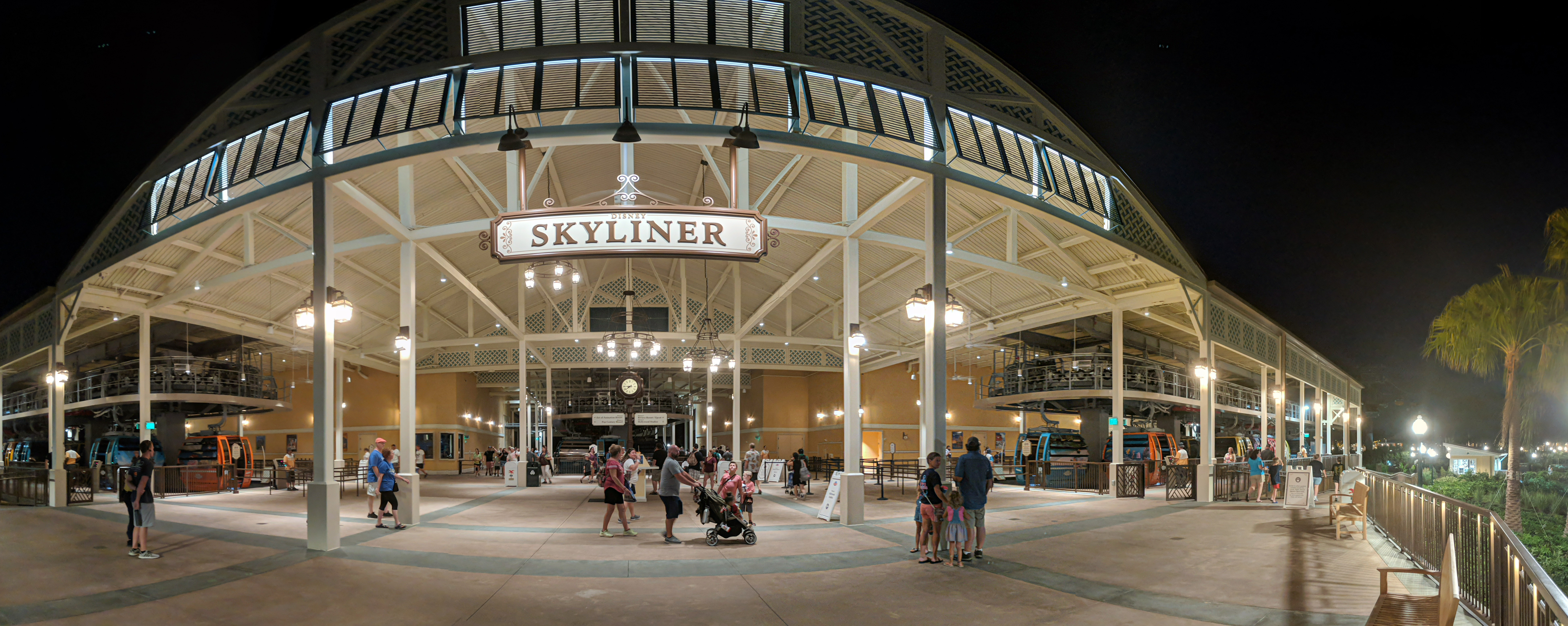
Station Disney's Caribbean Beach Resort
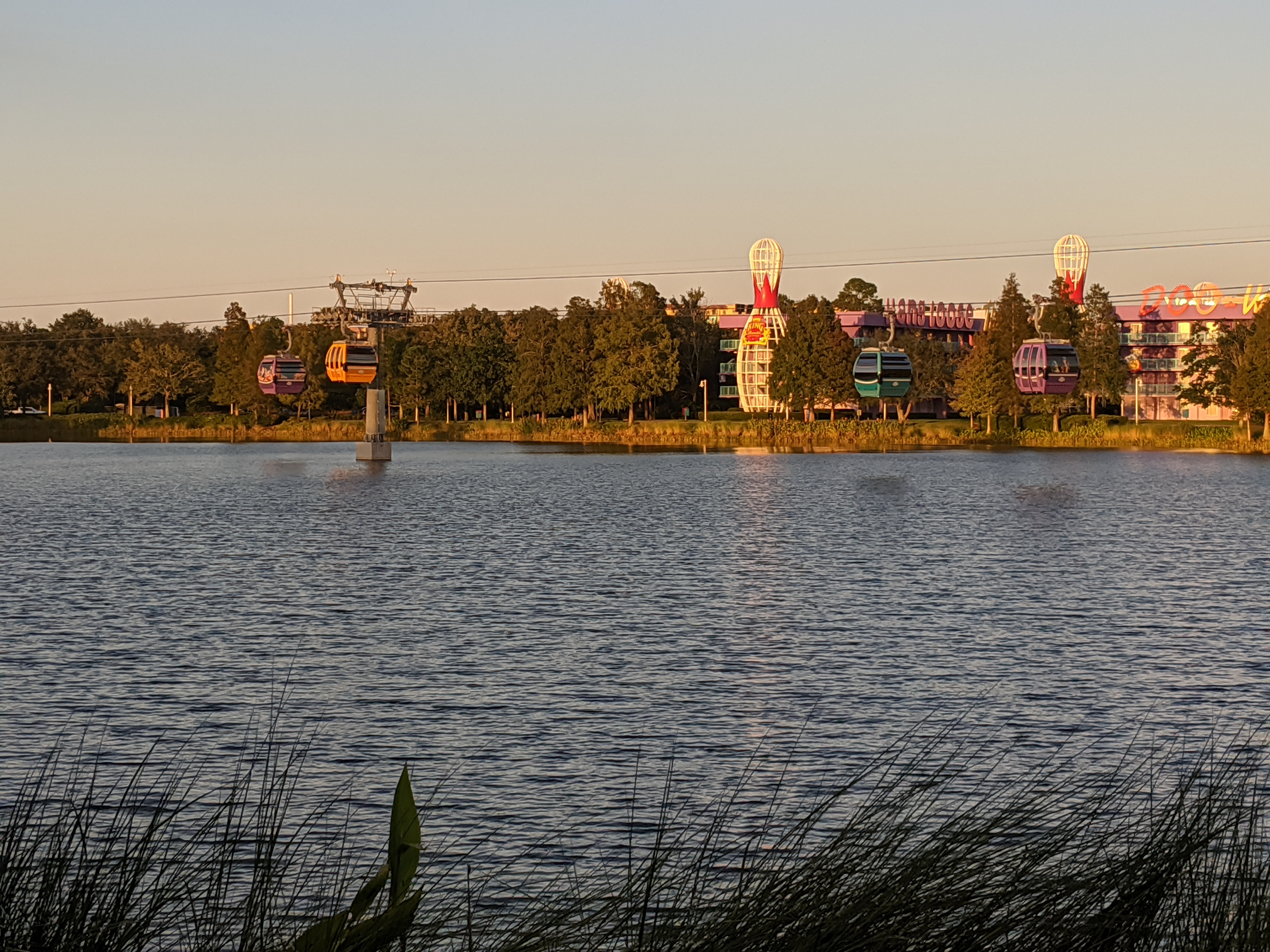
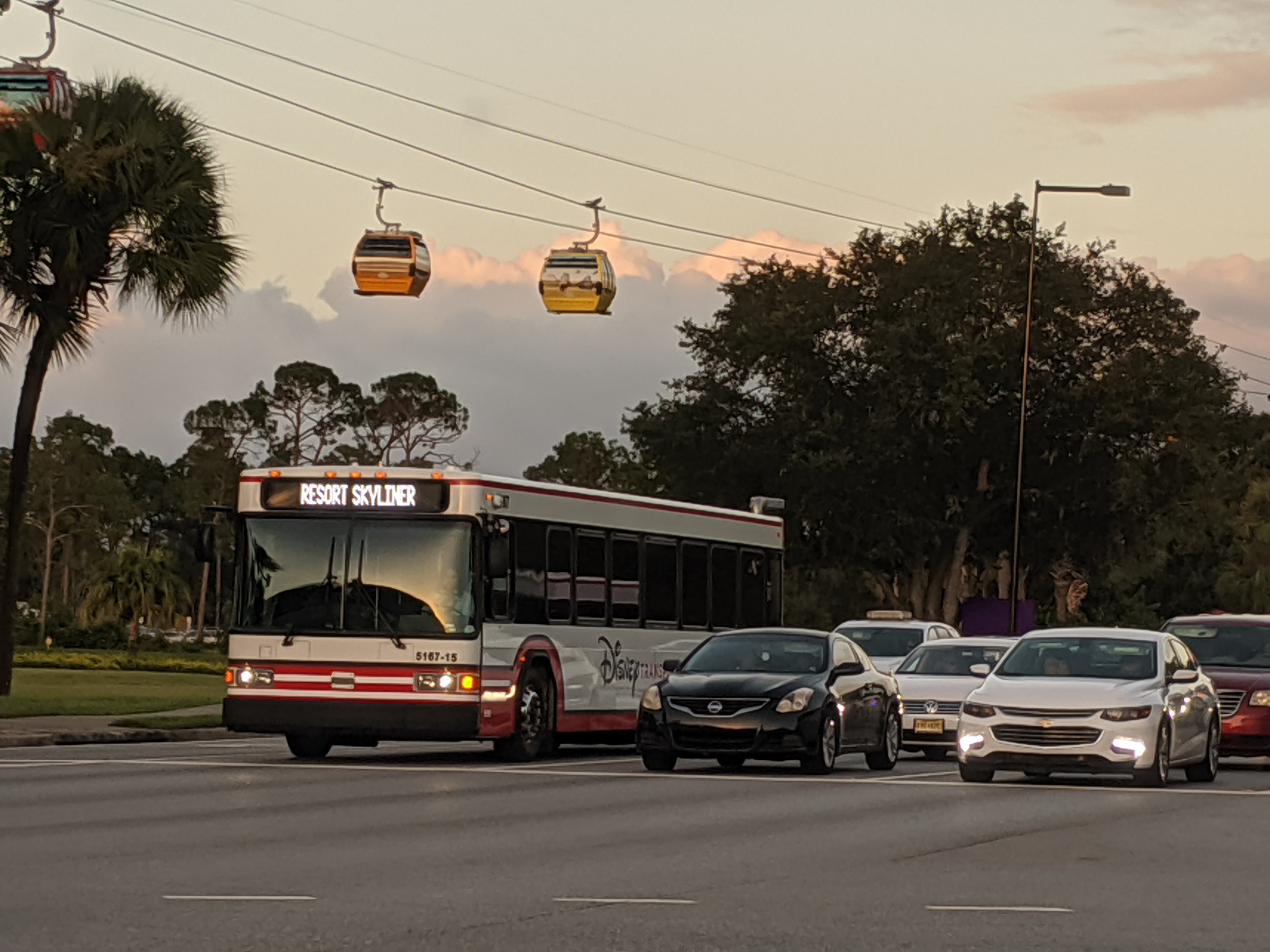